# Physcomitrium gibertii
Physcomitrium gibertii är en bladmossart som beskrevs av Mitten 1885. Physcomitrium gibertii ingår i släktet huvmossor, och familjen Funariaceae. Inga underarter finns listade i Catalogue of Life.